# تحديد المدار

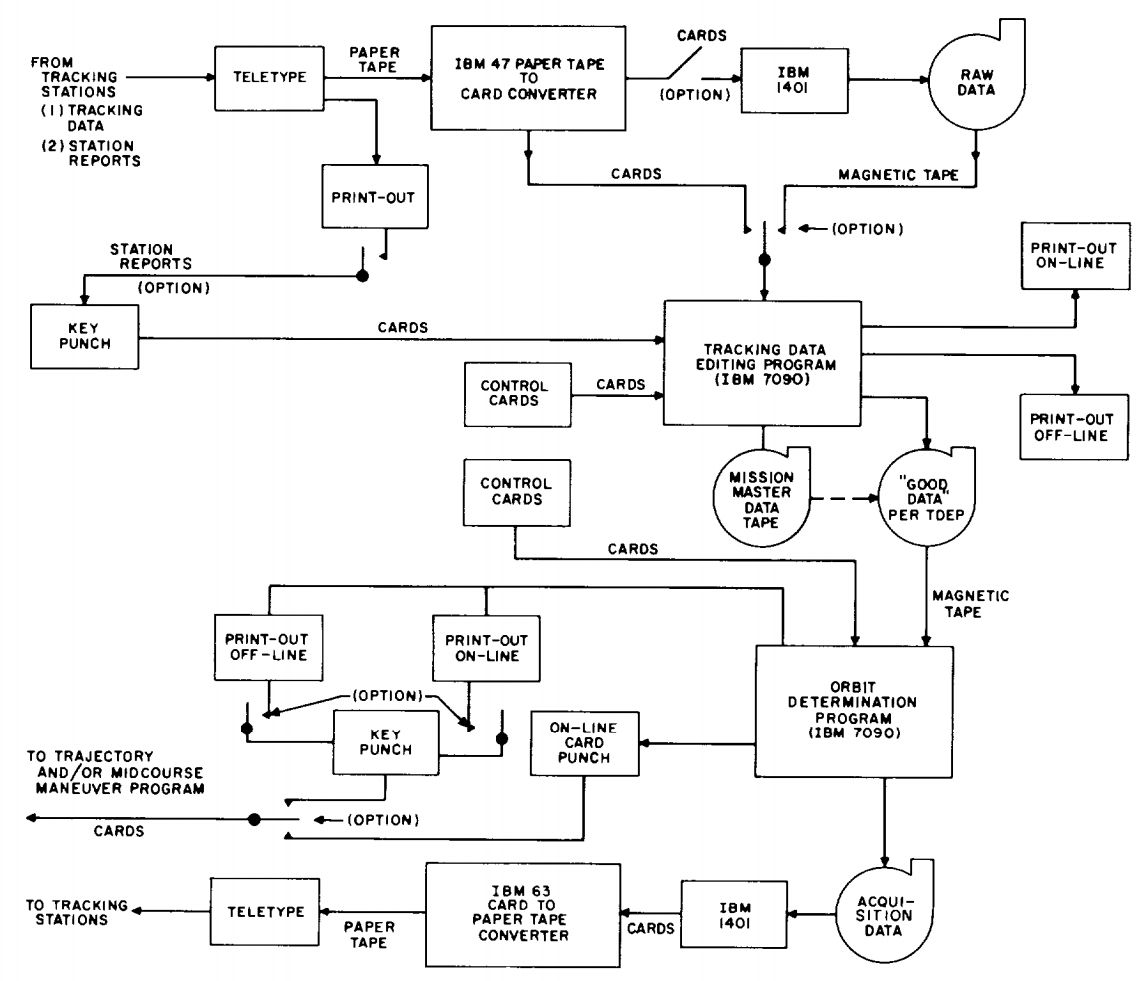
يوضح المخطط كيف تم التعامل مع بيانات تحديد المدار في مهمة ناسا عام 1962(للأهمية التاريخية فقط).

يُعرف تحديد المدار بأنه تقدير مدارات الأجسام مثل الأقمار والكواكب والسفن الفضائية، وإحدى تطبيقاته الكُبرى السماح بتتبع الكويكبات التي تم رصدها حديثًا والتحقق من عدم اكتشافها مسبقًا، واكتشفت الطرق الأساسية في القرن السابع عشر واستمرت بالتحسن.
تُدخل الملاحظات وهي البيانات الخام إلى خوارزميات تحديد المدار وتدون الملاحظات من قبل ملاحظ على سطح الأرض وعادة يتضمن الأمر سمت وارتفاع ومسافة معلمة بالوقت و\أو قيم معدل المسافة، تستخدم المناظير وأجهزة الرادار لأن العين المجردة ليست دقيقة بتحديد المدار، ومع تحسن الملاحظات أو كثرتها تتحسن صحة عملية تحديد المدار وذلك ينتج قلة «الإنذارات الكاذبة».
بعد تحديد المدارات تُستخدم تقنية الانتشار الرياضي لتوقع المواقع المستقبلية للأجسام المدارية، ومع مرور الوقت قد يتغير المدار فالأجسام المدارية تميلُ إلى الانحراف عن المدار المتوقع (خاصةً إذا كان الجسم رهن اضطرابات صعبة التوقع مثل السحب الجوي) وتعاد معايرة المدار مع إضافة الملاحظات الجديدة لتحديد مدار جديد.
ويعد تطبيق التتبع بالأقمار الصناعية مُهمًا للولايات المتحدة والبُلدان المشاركة، وتسمح المصادر البصرية والرادارية إلى حد ما مركز عمليات الفضاء المشترك بتجميع ملاحظات عن جميع الأجسام التي تدور حول الأرض، وتستخدم الملاحظات في حساب تحديد المدار الجديد والذي يحافظ على الصحة الإجمالية لقائمة الأقمار الصناعية. وقد تستخدم حسابات تفادي الاصطدام البيانات لحساب احتمالية تصادم جسيم بأخر. قد يقرر مشغل القمر الصناعي أن يعدل المدار إذا كان خطر الاصطدام في المدار الحالي غير مقبول (ليس من الممكن تعديل المدار لأحداث ذات احتمالية ضئيلة؛ فإن ذلك قد يستهلك الوقود الدافع الذي يستخدمه القمر الصناعي للبقاء على المسار المداري) ولدى البُلدان الأخرى ومن بينها روسيا والصين أصول تتبع مماثلة.

## التاريخ
ولدى تحديد المدار تاريخ طويل وبداياته ترجع إلى ما قبل التاريخ عند اكتشاف الكواكب والمحاولات اللاحقة لتوقع تحركاتها، استخدم يوهانس كيبلر ملاحظات تيخو براهي الدقيقة للمريخ لاستنتاج الشكل البيضاوي ومداره واتجاهه في الفضاء، ومن تلك العملية استمد قوانينه الثلاثة للحركة الكوكبية.
نشأت الطرق الحسابية لتحديد المدار مع نشر الطبعة الأولى من مبادئ نيوتن عام 1687، والذي كان سبيلًا لإيجاد مدار الجسم متبعًا مدارٍ متكافئ من ثلاثة نقاط ملاحظة، واستخدمها إدموند هالي لإنشاء مدارات العديد من المذنبات ومن ضمنها المذنب الذي سمي باسمه. وحول أويلر طريقة نيوتن للتقريبات المتتالية إلى أسلوب تحليلي عام 1744 والذي بدوره عُمم عمله من قبل لامبرت ما بين عام 1761 و1777 إلى مدارات إهليجية ومدارات قطعية.
وعلامة فارقة أخرى في تحديد المدار حدثت عندما ساعد كارل فريدريش غاوس في استعادة الكوكب القزم سيريس عام 1801 واستخدمت طريقة جاس ثلاثة نقاط ملاحظة (على هيئة إحداثيات سماوية) لإيجاد العناصر المدارية الستة التي تعطي وصفًا كاملًا للمدار. لاحقًا طورت نظرية تحديد المدار إلى ما آلت إليه في زمننا هذا حيث طبقت على أجهزة استقبال في نظام الملاحة (الأقمار الصناعية) كما طبقت على تتبع وفهرسة الكواكب الصغيرة الجديدة.

## بيانات الرصد
يتطلب تحديد مدار جسم غير معروف ملاحظات حركة الجسم مع مرور الوقت، في بدايات علم الفلك الحديث، كانت البيانات المتواجدة للأجسام السماوية المطلع المستقيم والميل والتي تحصل عليها من ملاحظة تحركات الجسم في قوس المراقبة وبالنسبة إلى النجوم الثابتة يستخدم المنظار البصري. ويتوافق ذلك مع معرفة الاتجاه النسبي للجسم في الفضاء وتقاس من قبل الراصد، ولكن من دون معرفة مسافة الجسم ويعنى بذلك أن القياسات الناجمة تتضمن فقط معلومات عن الاتجاه ويشابه الوحدة الناقلة.
وباستخدام الرادار فإن قياسات المسافة التناسبية (بتوقيت صدى الرادار) وقياسات السرعة المتجهة (بقياس تأثير دوبلر الحاصل لصدى الرادار) تصبحان ممكنة باستعمال المقراب اللاسلكي، ولكن قوة الإشارة العائدة من الرادار تنخفض بسرعة واعتبرت القوة الرابعة العكسية لمجال الجسم. عمومًا يعني ذلك أن ملاحظات الرادار تقتصر فقط على الأجسام القريبة من الأرض نسبيًا على نحو الأقمار الصناعية والأجرام القريبة من الأرض، وتسمح المنافذ الأكبر بتتبع أجهزة الإرسال على المركبات الفضائية عابرة الكواكب والأجسام الطبيعية عبر النظام الشمسي.
تعمل العديد من وكالات الفضاء ومقدمي الخدمات التجارية على تتبع الشبكات لتوفير تلك الملاحظات. انظر إلى فئة: شبكات الفضاء العميق لإيجاد قائمة جزئية، ويحدث تتبع فضائي دوري للأقمار الصناعية، وانظر إلى قائمة المناظير اللاسلكية# القائمة في الفضاء والشبكات الفضائية.

## الطرق
يجب أن يؤخذ بعين الاعتبار عند تحديد المدار أن الحركة السماوية الواضحة للجسم تتأثر بحركة الملاحظ، فعلى سبيل المثال؛ الملاحظ على سطح الأرض الذي يتتبع كويكب ما يجب أن يأخذ بعين الاعتبار حركة الأرض حول الشمس ودوران الأرض وأيضًا خطوط العرض والطول للملاحظ حيثُ إنها تؤثر على الموقع الظاهر للجسم.
وملاحظة رئيسية أن (أقرب تقدير) جميع الأجسام تتحرك بمدارات تتصف بالأقسام المخروطية ولديها جسم جاذب (مثل الشمس أو الأرض) ويعد التركيز الأساسي ويقع المدار في مستوى ثابت، وعند رسم اتجاهات من الجسم الجاذب إلى الجسم المتبع من مختلف الاتجاهات مع الوقت سيصبح لديك مستوى مداري.
إذا كانت معلومات الموقع والسرعة نسبةً إلى الملاحظ متوفرة (كما هو الحال مع ملاحظات الرادار) يمكن تعديل بيانات الملاحظات بواسطة الموقع والسرعة المعروفين للملاحظ نسبةً إلى الجسم الجاذب في أوقات الملاحظة وينتج عن ذلك موقع وسرعة بالنسبة للجسم الجاذب. إذا توفرت الملاحظتان مع الفارق الزمني بينهما بإمكان تحديد المدار بطريقة لامبرت والتي اخترعت في القرن الثامن عشر. وللمزيد من التفاصيل يرجى النظر إلى معضلة لامبرت.
وحتى إذا لم تكن معلومات المسافة متوفرة، لا يزال بإمكانك تحديد مدار الجسم من ثلاث نقاط ملاحظة أو أكثر من المطلع المستقيم والميل للجسيم، باستخدام طريقة جاوس التي اشتهرت عام 1801 عند «استعادة» أول الكوكب صغير ضائع سيريس والتي طورت فيما بعد.
واستخدام آخر هو تحديد أحجام الكويكبات والأجرام عن طريق الأسلوب الديناميكي، خلال هذه العملية استخدمت طريقة جاوس مرتين؛ الأولى قبل حدوث اتصال بين جرمين والثانية بعد حدوث الاتصال، بعد تحديد مدارات كلا الجرمان فإن حجم إحداهما أو كلاهما يمكن التوصل إليه.